# エリク6世 (スウェーデン王)
エリク6世（スウェーデン語：Eric VI, 945年頃 - 995年）は、スウェーデン王（在位：970年 - 995年）。勝利王（Segersäll）といわれる。

## 生涯
エリク6世はスヴェーフランド（スウェーデン一帯）全土に影響を及ぼした最初の王とされる。960年代にユングリング家の一派マンショ家の当主として一族を率いスヴェーフランド西部を支配し、25歳の時に正式にスウェーデン王に即位した。エリクの即位時スウェーデンは経済状態が非常に悪かったが、その理由はデンマーク王スヴェン1世率いるヴァイキングの仕業によるものであった。ヴァイキングはスウェーデンに上陸してはデーンゲルドという退去料を請求し、その退去料を支払うためスウェーデンでは国民に重税を課していたのである。そのため国民は重税を課す政府に対し何度も反乱を起こしていた。そのような国の状態を回復させるべくエリクはヴァイキングと戦うことを決意し、980年にウプサラでスウェーデンに上陸したヴァイキングを破った（フェリスヴェトリルの戦い）。このことからエリク6世は勝利王と呼ばれる。彼の死後王位は息子オーロフが継いだ。